# 前431年8月3日日食
前431年8月3日日食是一次全食帶起於亞洲俄國楚科奇半島，經過北極海、格陵蘭島東北角、北海、歐洲斯堪地那維亞半島南部、波蘭東部、烏克蘭西南、羅馬尼亞東北、黑海、土耳其，最終結束於西亞伊朗西部的日環食。

## 歷史記錄
修昔底德《伯羅奔尼撒戰爭史》的記錄，雅典將軍伯里克利率領150艘戰艦準備出海時發生了日食，因天文異象使得眾人感到恐慌，伯里克利以斗篷遮目的比喻對眾人說明日食之成因。

## 基本參數
- 類型：環食

- 沙羅周期序號：48
- 日期：前431年8月3日（儒略曆）
- 時間：19時20分15秒 (UTC)
- 地點：北緯68.0°，東經5.9°
- 食分：0.9843
- 太陽高度：58°
- 月球本影路經寬度：102公里
- 全食持續時間：1分4秒